# Ranunkulin
A ranunkulin a boglárkafélék családjának (Ranunculaceae) növényeiben található bomlékony glikozid. Amikor a növény megsérül, a ranunkulin enzim hatására glükózra és a protoanemonin nevű méregre bomlik.

Protoanemonin, a ranunkulin aglikonja

## Fordítás
- Ez a szócikk részben vagy egészben  a   Ranunculin című angol Wikipédia-szócikk fordításán alapul.  Az eredeti cikk szerkesztőit annak laptörténete sorolja fel. Ez a jelzés csupán a megfogalmazás eredetét és a szerzői jogokat jelzi, nem szolgál a cikkben szereplő információk forrásmegjelöléseként.